# سیارک ۲۱۵۰۴۴
سیارک ۲۱۵۰۴۴ (به انگلیسی: 215044 Jooalves، نامگذاری:2009DW4)۲۱۵۰۴۴مین سیارک کشف شده‌است که در ۲۰ فوریه ۲۰۰۹ کشف شد.